# Zorganizowana platforma obrotu
Zorganizowana platforma obrotu (ang. organised trading facility, OTF) – wielostronny system kojarzący w sposób
uznaniowy składane przez podmioty trzecie oferty kupna i sprzedaży obligacji, strukturyzowanych produktów finansowych, uprawnień do emisji, instrumentów pochodnych lub produktów energetycznych będących przedmiotem obrotu hurtowego, które muszą być wykonywane przez dostawę, niebędący rynkiem regulowanym ani alternatywnym systemem obrotu.